# Cambridge (Kentucky)
Cambridge es una ciudad ubicada en el condado de Jefferson, Kentucky, Estados Unidos. Según el censo de 2020, tiene una población de 162 habitantes.
Está ubicada al norte del estado, a la orilla izquierda del río Ohio, que lo separa de Indiana.

## Geografía
La localidad está ubicada en las coordenadas 38°13′18″N 85°37′1″O / 38.22167, -85.61694. Según la Oficina del Censo de los Estados Unidos, Cambridge tiene una superficie total de 0.14 km², correspondientes en su totalidad a tierra firme.

## Demografía
Según el censo de 2020, hay 162 personas residiendo en Cambridge. La densidad de población es de 1157.14 hab./km². El 85.80% son blancos, el 1.85% son amerindios, el 3.70% son asiáticos, el 3.70% son de otras razas y el 4.94% son de dos o más razas. Del total de la población, el 3.09% son hispanos o latinos de cualquier raza.